# 田上晃吉
田上 晃吉（たのうえ こうきち、1982年〈昭和57年〉11月25日 - ）は、日本の俳優。鹿児島県出身。現在、フリーランス。母は女優のたぬき（田上美佐子）、兄は音楽プロデューサーの田上陽一、弟はサッカー選手の田上裕。
鹿児島国際大学中退後、榎木孝明の付き人を経て、2002年に俳優デビュー。
兄・陽一との兄弟ユニット『薩摩人・陽吉』のボーカルとしても活動。
特技は殺陣、乗馬、ラグビー。趣味はスポーツ全般、人物画を描く（イラスト）、音楽（ドラム等楽器演奏）。
2009年6月には、『歸去来〜赤トンボぶんと飛んだ〜』（紀伊國屋ホール）にて主人公・石丸進一を演じた。

## 来歴・人物
鹿児島を中心に活動している女優・たぬき（本名：田上美佐子）の四人の子供の二男として鹿児島に生まれる。5歳のときに、母・たぬきと、人間（晃吉）を使った腹話術をはじめた。学校や企業、結婚式など、さまざまな場所で公演している。
15歳を迎えたときに人形（晃吉）が大きくなりすぎたため、腹話術コンビは解散。これを機に俳優になることを志す。
女優・たぬき（母親）が2014年4月末期ガンになってから、演劇ユニット「劇団たぬきの親子」結成、鹿児島を中心に公演を行っている。

## 出演

### 映画
- HAZAN（2003年、五十嵐匠監督）
- アダン（2004年、五十嵐匠監督）
- 風のダドゥ（2005年、中田新一監督）
- あかね空（2007年、浜本正機監督）
- 俺は、君のためにこそ死ににいく（2007年、新城卓監督）
- 北辰斜にさすところ（2007年、神山征二郎監督） - キャッチャー 白石 役
- 半次郎（2010年、五十嵐匠監督） - 常吉 役
- 大奥（2010年、金子文紀監督） - 三田村 役[7]
- 凶悪（2013年、白石和彌監督） - 警察官 役
- 愛を積むひと（2015年、朝原雄三監督） - 医者 役
- いぬむこいり（2017年、片嶋一貴監督） - 辰徳 役
- おとめ桜（2017年、横山浩之監督） - 彦九郎 役
- 天外者（2020年、田中光敏監督） - 舟木 役[8][注釈 2]

### テレビドラマ
- 金曜エンタテイメント（フジテレビ系）
  - 浅見光彦シリーズ14 黄金の石橋（2002年）
  - 京都食い道楽!古本屋探偵ミステリー（2）夏目漱石に秘められた哀しい恋文（2004年）
  - 浅見光彦シリーズ22 首の女殺人事件（2005年）
  - 浅見光彦シリーズ29 熊野古道殺人事件（2008年） - 野沢 役
  - 浅見光彦シリーズ40 棄霊島（2011年） - 山下刑事 役
  - 浅見光彦シリーズ42 砂冥宮（2012年） - 上里刑事 役
- 火曜サスペンス劇場 弁護士・朝日岳之助22 死者の人権（2004年、日本テレビ系）
- 赤いシリーズ2005 赤い運命（2005年、TBSテレビ系）
- 大河ドラマ（NHK）
  - 功名が辻（2006年） - 山内家家臣・平蔵 役
  - 篤姫 第4回・第6回 - 第8回・第10回・第15回・第22回・第27回 - 第29回・第32回・第33回・第37回（回想）（2008年1月27日・2月10日 - 24日・3月9日・4月13日・6月1日・7月6日 - 20日・8月10日・17日・9月14日） - 有村雄助 役[10]
  - 龍馬伝（2010年） - 薩摩藩士 役 ※方言指導も担当
  - 西郷どん 第45回（2018年12月2日） - 中原尚雄 役[11][12] ※薩摩ことば指導も担当[13]
- 土曜ワイド劇場（テレビ朝日系）
  - 温泉医ぽっかや診療所事件カルテ（6）〜宮城編〜（2007年）
  - 監察官・羽生宗一（2015年） - 横山文雄 役
  - 温泉 (秘) 大作戦16（2015年） - 上田優司（板前） 役
  - 家裁調査官・山ノ坊晃（2016年）
- 逃亡者 おりん 最終回（2007年、テレビ東京系） - 地獄丸 役
- 陽炎の辻〜居眠り磐音 江戸双紙〜 第9話（2007年、NHK） - 同心・大村 役
- 鹿児島テレビ放送開局40周年記念特別番組 南洲翁異聞〜おいどんは、丸腰・平和使節で韓国へ行く〜（2008年1月20日、鹿児島テレビ / 2008年2月18日、フジテレビ）[14]
- 水曜ミステリー9（テレビ東京系）
  - 篝警部補の事件簿4（2008年） - 人質傷害犯 役
  - 看護師戸田鮎子の推理カルテ（2012年） - 橋口刑事 役
- セガサミーシアター 密命 寒月霞斬り（2008年、テレビ東京系） - 相良藩士・加藤 役
- 逃亡者 おりんスペシャル 紅蓮の巻（2008年、テレビ東京系） - 青夜叉 役
- 田舎に泊まろう!スペシャル スピンオフドラマ「空飛ぶりぼん」（2009年、テレビ東京系）
- 月曜ゴールデン 万引きGメン・二階堂雪18 緊急遺言（2009年、TBSテレビ系） - タクシードライバー 役
- こころの遺伝子 〜あなたがいたから〜 第5回（2010年、NHK総合） - 鴨志田穣 役
- 坂の上の雲 第3部（2011年、NHK）[15] - 後藤秀四郎 役[16]
- 新選組血風録（2011年、NHK BSプレミアム） - 藤堂平助 役
- ファミリーヒストリー（NHK総合）
  - コロッケ編（2012年） - コロッケの祖父：誠夫 役
  - 間寛平編（2015年） - 間寛平の父・岡村時市 役
  - 陣内孝則編（2019年2月25日）
- 酔いどれ小籐次（2013年、NHK BSプレミアム） - 旗本・藤本 役
- 金曜プレステージ 検事・霞夕子4 誤認逮捕（2013年、フジテレビ系） - 介護士・井上 役
- すべてがFになる 第3話・第4話（2014年、フジテレビ系） - 香山林水 役
- 木曜時代劇 まんまこと〜麻之助裁定帳〜 第3話（2015年、NHK） - 鈴木越後番頭 役
- 水曜10時枠 無痛〜診える眼〜 第5話 - 第10話（2015年11月4日 - 12月16日、フジテレビ系）
- 世にも奇妙な物語 '16春の特別編「美人税」（2016年、フジテレビ系） - ハワイアン店員 役
- プレミアムドラマ 隠れ菊 第2回・第3回・第7回（2016年9月11日・18日・10月16日、NHK BSプレミアム） - 渡辺 役
- 土曜時代劇 忠臣蔵の恋〜四十八人目の忠臣〜 第1部 第4回 - 第6回（2016年10月15日 - 29日、NHK総合） - 田中貞四郎 役
- 花嵐の剣士〜幕末を生きた女剣士・中澤真琴〜（2017年、NHK BSプレミアム）
- 社長室の冬 ‒巨大新聞社を獲る男‒（2017年、WOWOW）
- 精霊の守り人 最終章 第7話 - 第9話（2017年、NHK） - ロタ将軍・カーロン 役
- 神酒クリニックで乾杯を（2019年、BSテレ東） - 小野勝 役
- 絶対零度（フジテレビ系）
  - 絶対零度 未然犯罪潜入捜査（Season4）第1話（2020年1月6日） - 佐川武弘 役[17]
  - 絶対零度 未然犯罪潜入捜査 AFTER STORY（2020年3月23日）[18]
- シューカツ屋（2020年、NHK BSプレミアム） - 長谷部徹 役
- いいね!光源氏くん 第5話（2020年、NHK） - 富樫健司 役
- こもりびと（2020年、NHK） - 医師 役
- 明治開化 新十郎探偵帖（2020年12月11日 - 2021年2月5日、NHK） - 福原喜助 役
- ABUアジア子どもドラマ2020 あやとり（2020年12月29日、NHK Eテレ） - 教師 役
- クロステイル 〜探偵教室〜 第5話（2022年5月7日、東海テレビ・フジテレビ） - スポーツ店・店主 役

### 舞台
- 初雪の朝（2003年、三越劇場）
- 日はまた昇る…か?（2004年、タイニイアリス、作・演出 池田政之） - 付き人・晃吉 役
- 〜終戦60周年記念公演〜翼（つばさ）（2005年、鹿児島）（第10回平和作品公演、母親と2人芝居、自主公演）
- どてらい男（ヤツ）（2006年、南座） - 山全商店 赤木 役
- 大奥月光院物語 愛しき人（2007年、御園座）
- ジンギスカン〜我が剣・熱砂を染めよ〜（2008年、ル・テアトル銀座）
- 〜母ちゃんの歌が聞こえる〜（2009年、鹿児島県薩摩川内市） - 母との2人芝居（薩摩川内市母子寡婦福祉会主催チャリティー公演）
- 歸去来〜赤トンボぶんと飛んだ〜（2009年、紀伊國屋ホール） - 主演・石丸進一 役[19]
- 翼〜最終章〜（2010年、サンエール鹿児島） - 特攻隊員 加覧幸男 役（第11回平和作品公演、親子共演、自主公演）
- シベリア（2011年、鹿児島市中央公民館） - 田上馨 役（第12回平和作品公演、親子共演、自主公演）
- 知覧道（2012年、鹿児島市中央公民館） - 特攻隊員 宮川三郎 役（第13回平和作品公演、親子共演、自主公演）
- 白雲を望む（2013年、青年座アトリエ公演） - 中村半次郎 役
- 原爆・・・あの日（2013年、鹿児島市中央公民館） - 清野努 役（第14回平和作品公演、親子共演、自主公演）
- 大和三銃士（2013年、新橋演舞場） - 片桐且元家臣・山上泰之進 役
- 『最後の手紙』（2014年、鹿児島県民ホール） - 特攻隊員・穴沢利夫 役（第15回平和作品公演、親子共演、自主公演）
- 最後の約束（2015年、鹿児島市民文化ホール・第2ホール） - 特攻隊員・佐藤明 役（第16回平和作品公演、親子共演、自主公演）
- コメディー 命が目覚めるとき（2015年、喫茶ぼちぼち）母親との二人芝居
- 紅一点（劇団たぬきの親子×みそじん、2022年9月23日 - 25日、鹿児島市中央公民館）[20]

※室積光が主宰する「東京地下鉄劇場」に毎年出演している。

### ドキュメンタリーなど
- ドキュメント九州 こうして僕らは生きている（2025年3月20日〈予定〉、鹿児島テレビ） - 語り[21]

### PV
- 国税局プロモーションDVD（2008年） - 木村事務官 役

### CM
- 岩川醸造『焼酎 おやっとさぁ』（2003年）
- 株式会社 LS＜ライフシールド＞ aimemori『亡き父からのビデオレター 家族への想い』編（2012年）
- 資生堂 アネッサ『火を起こす、真木よう子』篇（2016年）

### CD・書籍
- ファーストミニアルバム『薩摩人　其の一・陽吉』（2008年）
- 『女優たぬき詩集「大切なあなたへ」』（2015年）※挿絵を担当